# 마이크로SD

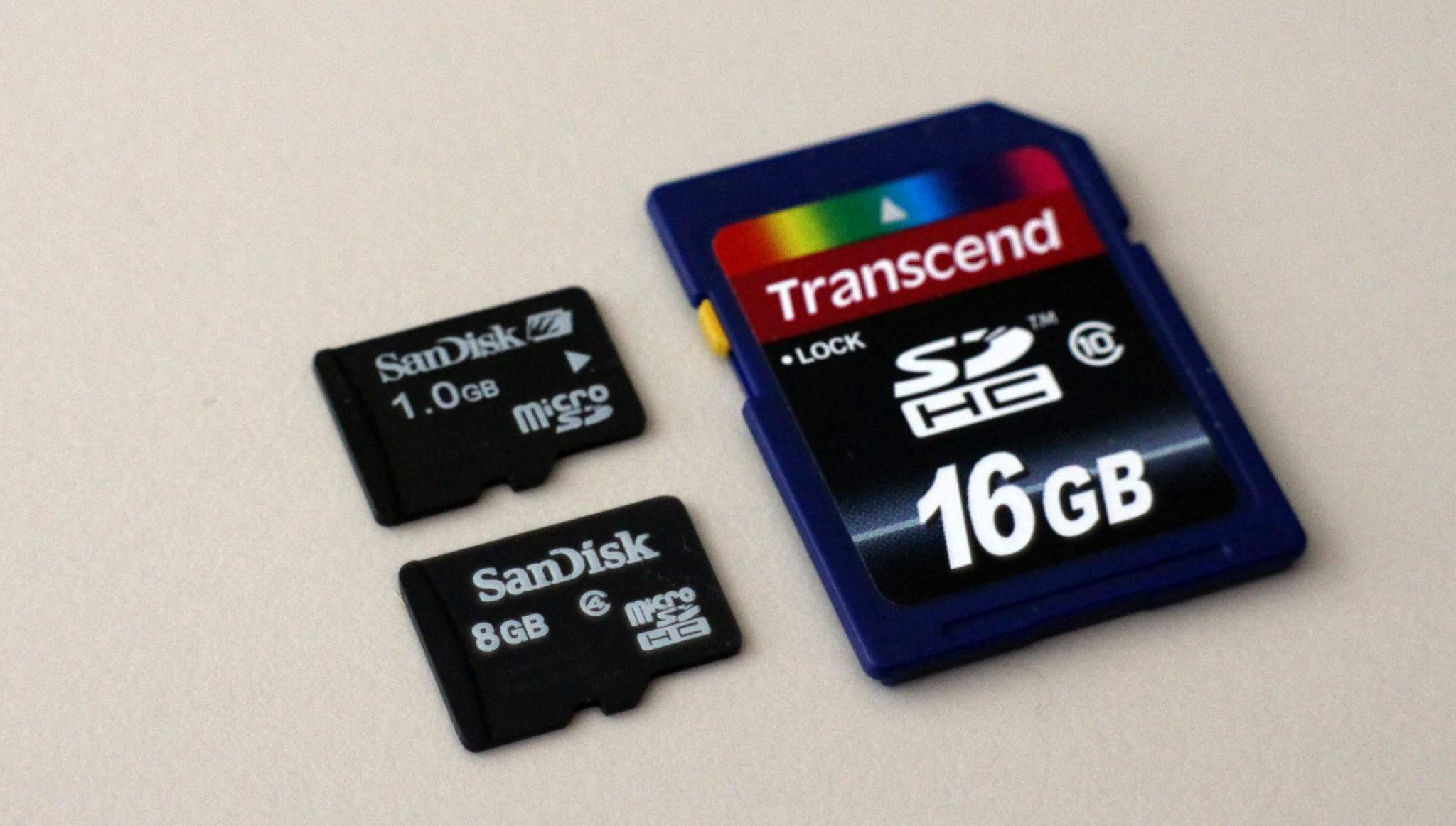
마이크로 SD-1G, 마이크로 SDHC-8G, SDHC-16G

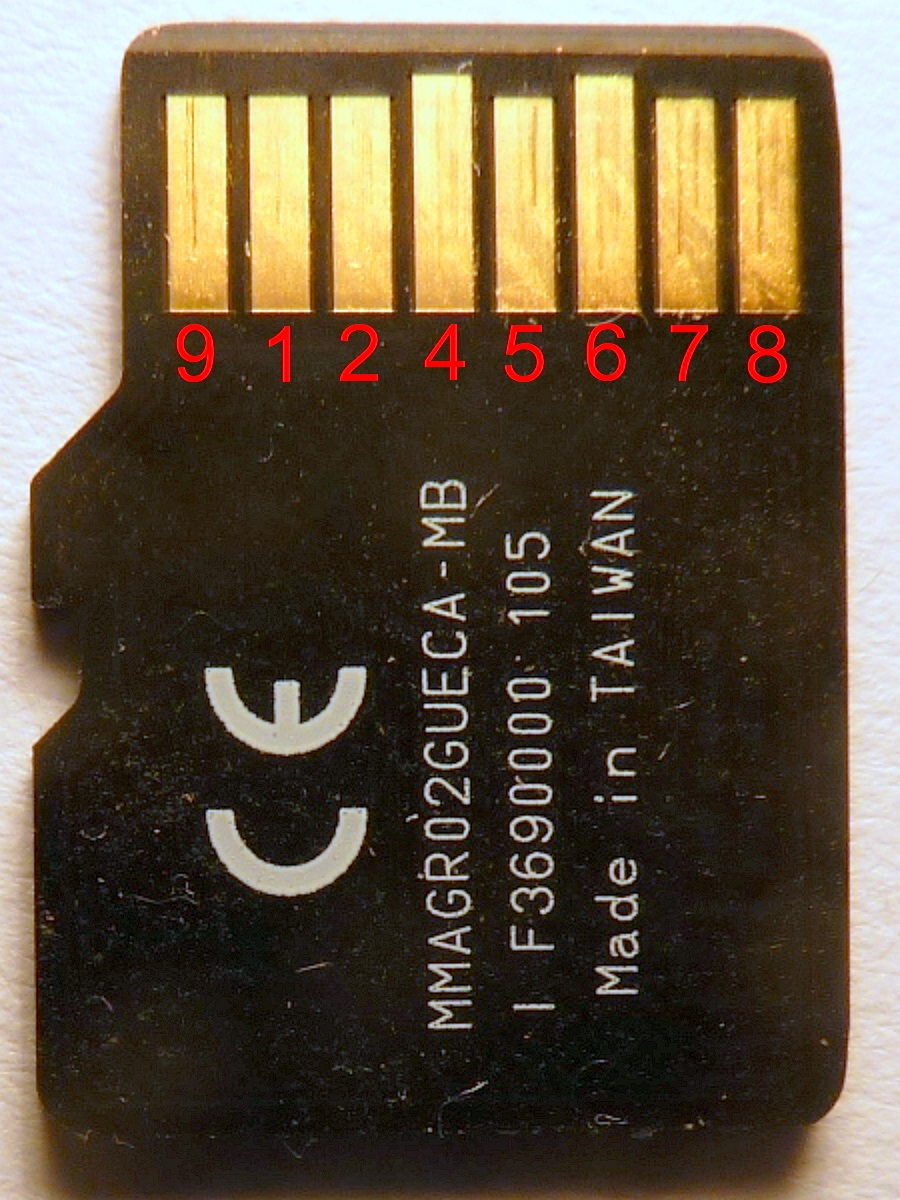
핀 구조

마이크로SD(MicroSD)는 이동식 플래시 메모리 카드를 위한 포맷이다. 휴대용 기술에 주로 쓰이지만, 휴대용 GPS 장치, MP3 플레이어, 게임기, 확장형 USB 플래시 메모리 드라이브에도 사용할 수 있다.
2016년 기준으로, 마이크로SD 카드는 가장 작은 메모리 카드이다. 가로 15mm, 세로 11mm, 높이 0.7mm인 이 카드는 SD 카드의 4분의 1 정도의 크기이다. 마이크로SD 카드를 SD, 미니SD, 메모리스틱 듀오 카드용 장치에서 사용할 수 있도록 도와 주는 어댑터도 있지만 완전한 호환성을 보장하지는 않는다.
트랜스플래시, 마이크로SD 카드는 기본적으로 같지만(트랜스플래시용 장치에 마이크로SD 카드를 장착할 수 있고, 아니면 마이크로SD 카드용 장치에 트랜스플래시를 장착할 수 있음), 마이크로SD 장치는 근거리 무선 통신도 지원한다.

## 버스

### 버스 속도 비교
| 버스 인터페이스 | 버스 로고 | 버스 속도 | PCIe 레인 | 듀플렉스   | 카드 타입 | 카드 타입 | 카드 타입 | 카드 타입 | 스펙 버전 |
| 버스 인터페이스 | 버스 로고 | 버스 속도 | PCIe 레인 | 듀플렉스   | SD        | SDHC      | SDXC      | SDUC      | 스펙 버전 |
| --------------- | --------- | --------- | --------- | ---------- | --------- | --------- | --------- | --------- | --------- |
| 기본 속도       | 빈칸      | 12.5 MB/s | 빈칸      |            | 예        | 예        | 예        | 예        | 1.01      |
| 고속            | 빈칸      | 25 MB/s   | 빈칸      |            | 예        | 예        | 예        | 예        | 1.10      |
| UHS-I           |           | 50 MB/s   | 빈칸      | Half, Full | 아니요    | 예        | 예        | 예        | 3.01      |
| UHS-I           | 104 MB/s  | Half      | 빈칸      |            | 아니요    | 예        | 예        | 예        | 3.01      |
|                 |           | 180 MB/s* | 빈칸      | Half       | 아니요    | 예        | 예        | 예        | N/A       |
| UHS-II          |           | 156 MB/s  | 빈칸      | Full       | 아니요    | 예        | 예        | 예        | 4.00      |
| UHS-II          | 312 MB/s  | Half      | 빈칸      |            | 아니요    | 예        | 예        | 예        | 4.00      |
| UHS-III         |           | 312 MB/s  | 빈칸      | Full       | 아니요    | 예        | 예        | 예        | 6.0       |
| UHS-III         | 624 MB/s  | Full      | 빈칸      |            | 아니요    | 예        | 예        | 예        | 6.0       |
| SD Express      |           | 985 MB/s  | 3.1 x1    | Full       | 아니요    | 예        | 예        | 예        | 7.0       |
| SD Express      | 1969 MB/s | 3.1 x2    | 8.0       | Full       | 아니요    | 예        | 예        | 예        |           |
| SD Express      | 1969 MB/s | 4.0 x1    | 8.0       | Full       | 아니요    | 예        | 예        | 예        |           |
| SD Express      | 3938 MB/s | 4.0 x2    | 8.0       | Full       | 아니요    | 예        | 예        | 예        |           |

- *: 이 속도는 DDR208 컨트롤러를 사용하여 달성 가능

### 호환성
| 호스트카드 | 호스트카드 | UHS-I | UHS-I  | UHS-II | UHS-II | UHS-III | 익스프레스 |
| 호스트카드 | 호스트카드 | UHS50 | UHS104 | Full   | Half   | UHS-III | 익스프레스 |
| ---------- | ---------- | ----- | ------ | ------ | ------ | ------- | ---------- |
| UHS-I      | UHS50      | 50    | 50     | 50     | 50     | 50      | 50         |
| UHS-I      | UHS104     | 50    | 104    | 104    | 104    | 104     | 104        |
| UHS-II     | Full       | 50    | 104    | 156    | 156    | 156     | 104        |
| UHS-II     | Half       | 50    | 104    | 156    | 312    | 312     | 104        |
| UHS-III    | UHS-III    | 50    | 104    | 156    | 312    | 624     | 104        |
| Express    | Express    | 50    | 104    | 104    | 104    | 104     | 985        |

참고: 카드 리더가 UHS 1 핀에 DDR208 컨트롤러를 사용하는 경우 카드 리더는 UHS 1 카드에서 180MB/초로 동작한다.

## 같이 보기
- SD 카드
- 미니SD 카드